# Tamás Sulyok
Tamás Sulyok (Kiskunfélegyháza, 24 maart 1956) is een Hongaars politicus van de conservatieve partij Fidesz. Sinds 2024 is hij president van Hongarije.

## Biografie
Van 1997 tot 2014 leidde hij een privaat advocatenkantoor. Tamás Sulyok was van 2000 tot 2014 Oostenrijks ereconsul bij het Oostenrijks consulaat in Szeged. Vanaf 2005 doceerde hij staatsrecht als gastdocent aan de Universiteit van Szeged. In 2013 promoveerde hij in Szeged op een proefschrift over de constitutionele status van de advocatuur, de regulering van de interne markt van de Europese Gemeenschap en de verbanden tussen juridische diensten.
Sulyok werd in 2014 benoemd tot rechter van het Grondwettelijk Hof van Hongarije en werd er in 2016 hoofd van. Tijdens zijn ambtstermijn hield hij toezicht op verschillende controversiële uitspraken, zoals die over het recht van leraren om te staken.
In februari 2024 werd hij door Fidesz genomineerd voor het presidentschap na het aftreden van Katalin Novák als gevolg van de ophef door haar verlenen van gratie aan een man die veroordeeld was voor medeplichtigheid aan kindermisbruik. Op 26 februari 2024 werd Novák opgevolgd door waarnemend president László Kövér die de functie opnam tot 5 maart 2024.
Sulyoks nominatie werd met een tweederdemeerderheid (134 voor, 5 tegen en 60 die de kamer verlieten uit protest) goedgekeurd door de Hongaars parlement op 26 februari, met steun van Fidesz en haar coalitiepartner, de Christendemocratische Volkspartij, waarna hij zijn ambtseed aflegde, hoewel hij zijn functie pas op 5 maart formeel zou aanvaarden. Oppositiepartijen bekritiseerden zijn benoeming en beschreven Sulyok als politiek onervaren, en hielden op 25 februari een bijeenkomst in Boedapest waarin ze opriepen tot rechtstreekse presidentsverkiezingen.
In zijn inaugurale toespraak verklaarde Sulyok dat hij een volgeling van de letter van de wet zou zijn die zich zou onthouden van deelname aan het politieke leven in Hongarije. Hij stelde ook de sancties en procedures aan de kaak die de Europese Unie tegen Hongarije had ingesteld wegens bezorgdheid over de rechtsstaat en democratisch bestuur, en zei dat "het correct gedefinieerde concept van de rechtsstaat verloren gaat en in het Europa van vandaag van een ideaal in een afgod wordt veranderd als onderdeel van een zuiver utilitaire politieke benadering", en benadrukte dat de EU-lidstaten hun wettelijke nationale soevereiniteit moeten behouden.
Bij zijn aantreden ondertekende hij als eerste president op 5 maart een wetsvoorstel dat de toetreding van Zweden tot de Noord-Atlantische Verdragsorganisatie goedkeurde.

## Privéleven
Sulyok behaalde in 1980 een master rechten aan de Universiteit van Szeged. In 2004 behaalde hij een graad in Europees Recht aan de Loránd Eötvös-universiteit. Hij is gehuwd met Zsuzsanna Nagy en vader van twee kinderen.
- Gemeinsame Normdatei: 1108599958
- Library of Congress Control Number: nb2016019171
- Virtual International Authority File: 129146998546318942391
- WorldCat: E39PBJw8YwkYXkWBcTCjCdY9Dq

Mátyás Szűrös (interim) · Árpád Göncz · Ferenc Mádl · László Sólyom · Pál Schmitt · László Kövér (interim) · János Áder · Katalin Novák · László Kövér (interim) · Tamás Sulyok